# Aigues-Juntes
Aigues-Juntes ist eine französische Gemeinde mit 59 Einwohnern (Stand 1. Januar 2022) im Département Ariège in der Region Okzitanien. Sie gehört zum Arrondissement Saint-Girons und zum Kanton Couserans Est.
Nachbargemeinden sind Gabre im Nordwesten, Montégut-Plantaurel im Norden, Cazaux im Osten, Baulou im Südosten, Cadarcet im Süden und La Bastide-de-Sérou im Südwesten.

## Bevölkerungsentwicklung
| Jahr      | 1962 | 1968 | 1975 | 1982 | 1990 | 1999 | 2008 | 2015 |
| --------- | ---- | ---- | ---- | ---- | ---- | ---- | ---- | ---- |
| Einwohner | 95   | 81   | 63   | 59   | 42   | 49   | 41   | 64   |

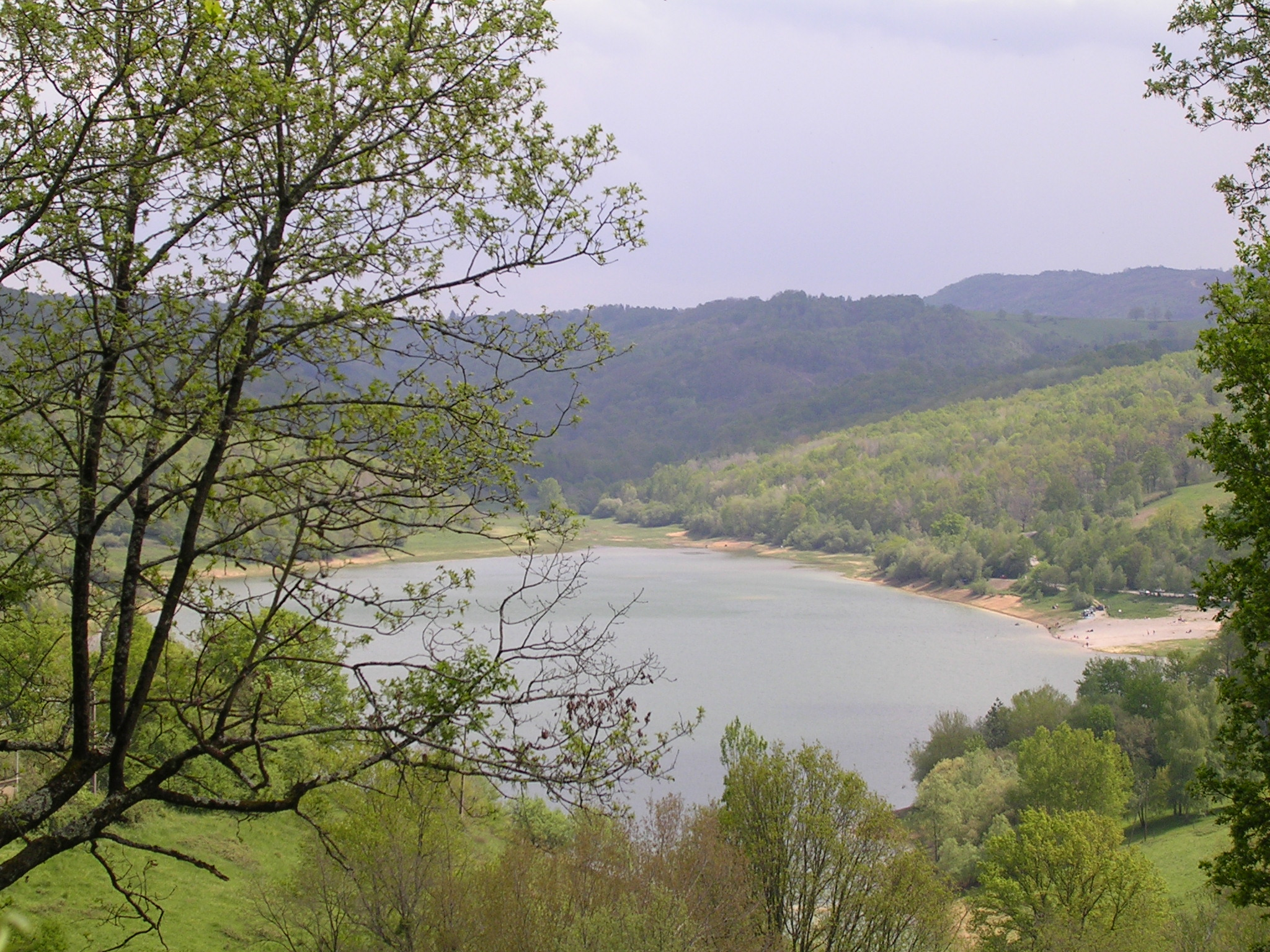
Lac de Mondély
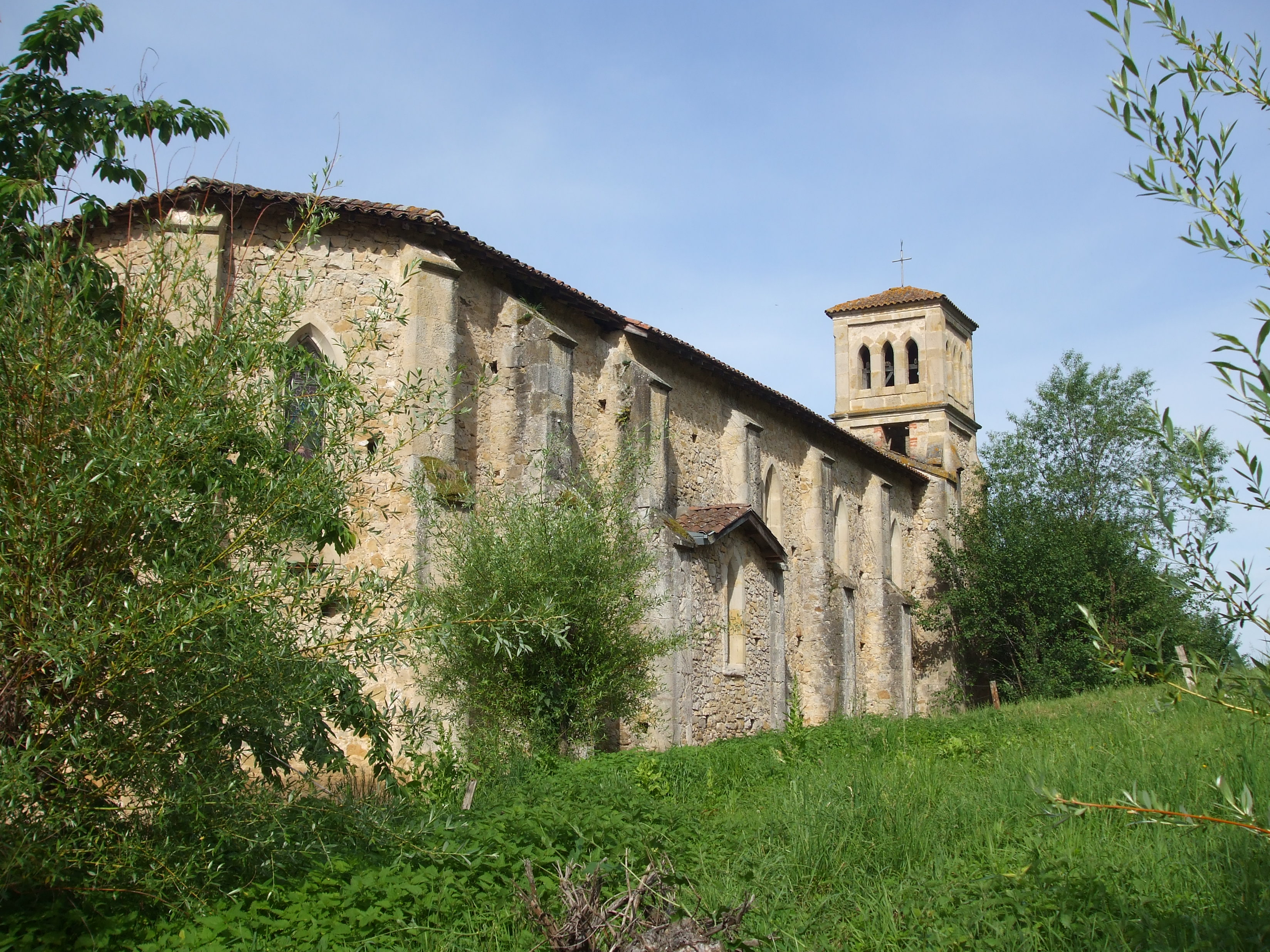
Kirche Saint-Barthélemy